# Kuzie (województwo małopolskie)
Kuzie – wieś w Polsce położona w województwie małopolskim, w powiecie dąbrowskim, w gminie Bolesław.
| SIMC    | Nazwa    | Rodzaj    |
| ------- | -------- | --------- |
| 0813157 | Kawęczyn | część wsi |

W latach 1975–1998 miejscowość administracyjnie należała do województwa tarnowskiego.